# Gonídia

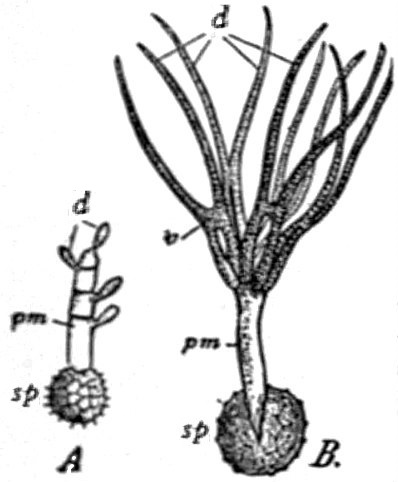

Gonídia ou gonídio (em latim: gonidium, pl. gonidia) é uma célula ou grupo de células reprodutoras assexuais  que se originam dentro de ou sobre os gametófitos, comumente em órgãos especiais. Por exemplo, são gonídios os zoósporos e os terásporos. Refere-se também a qualquer alga que entra, em simbiose com o fungo, no consórcio liquémico. Cada uma das células verdes, clorofiladas, encontradas dentro do talo de um líquen e que, às vezes, constituem uma camada definida, mas muitas vezes são dispersas.